# Pietra runica di Tryggevælde

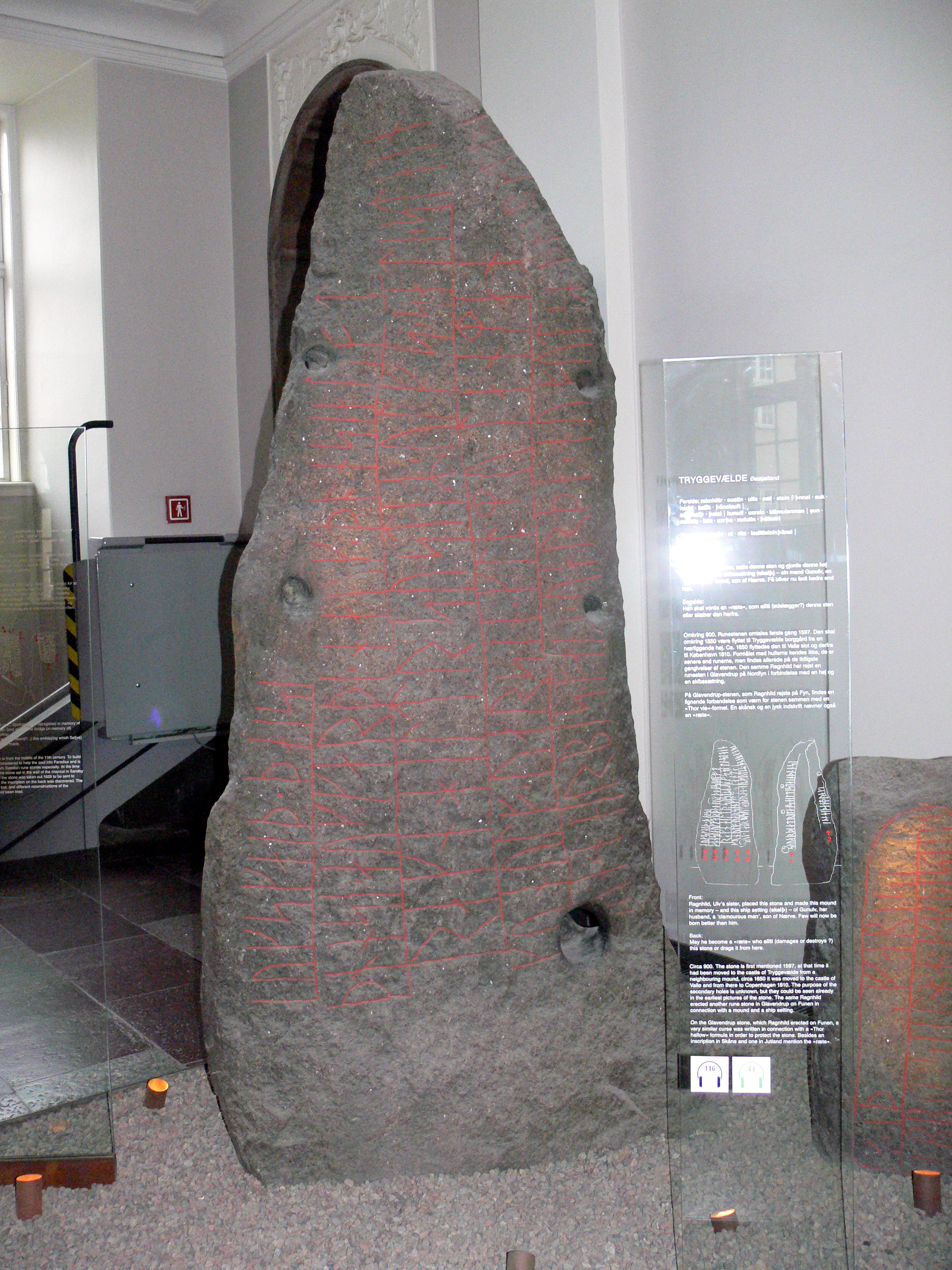
Iscrizione A e B.

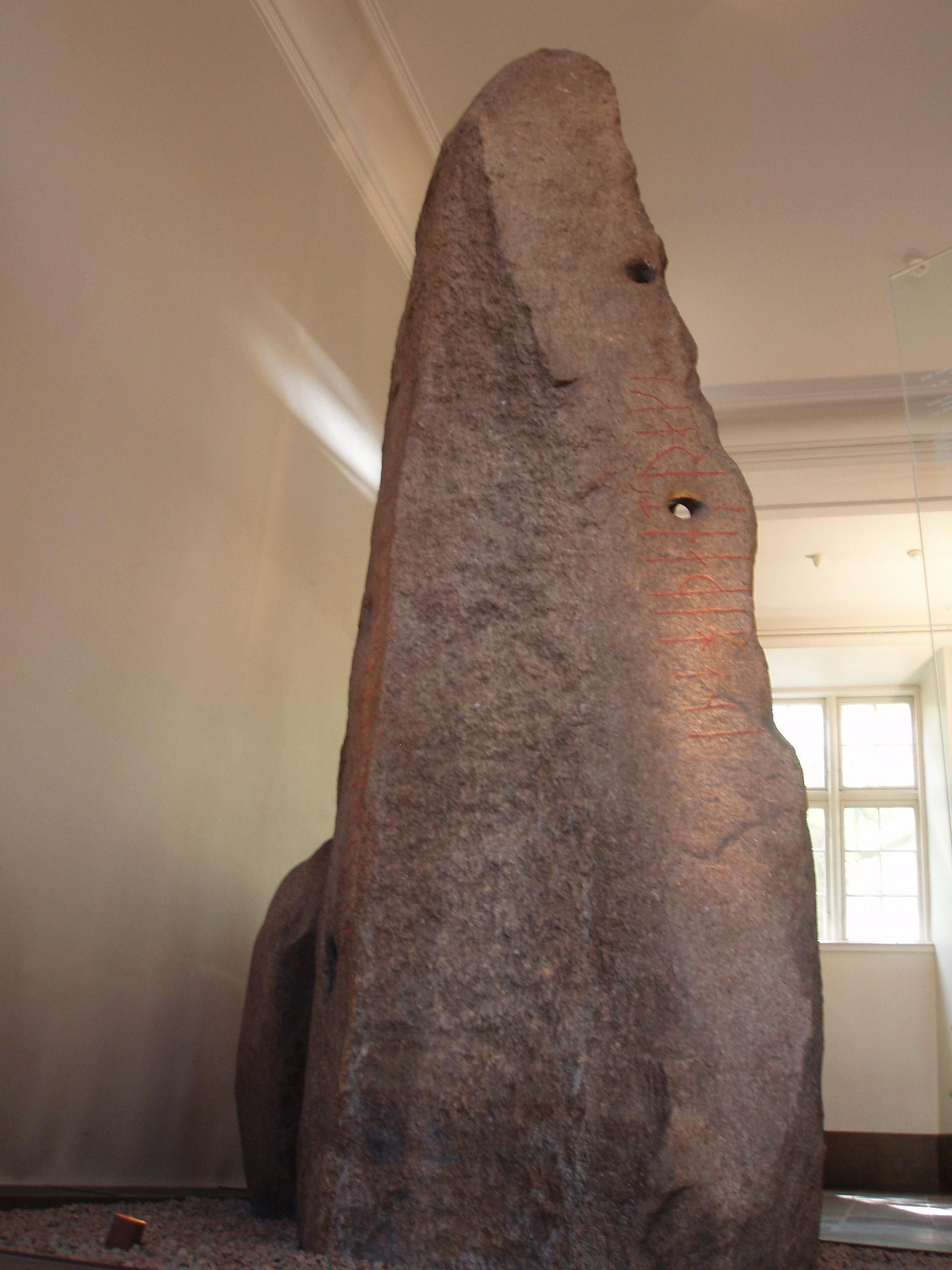
Iscrizione C.

La Pietra runica di Tryggevælde (DR 230) è un monolito recante tre iscrizioni runiche conservato al Museo Nazionale Danese, a Copenaghen. I caratteri utilizzati appartengono allo stile runico antico e l'iscrizione viene datata agli inizi del X secolo d.C.
Nel 1555 fu traslata dal suo tumulo originale nella tenuta Tryggevælde sita in Zelanda. Solo nel 1810 giunse infine a Copenaghen.
Il reperto presenta sulla sua superficie svariati fori, ma ancora nessuno è riuscito a dare una spiegazione del perché furono eseguiti. Il testo presente parla di Ragnhild, una donna che eresse il monumento in ricordo del suo primo marito. Ragnhild fu responsabile anche dell'erezione di una seconda pietra runica note come Pietra di Glavendrup in onore di un secondo marito di nome Alle. Entrambe le pietre furono eseguite dallo stesso artista di nome Sote. Il testo si conclude con una maledizione simile a quelle presenti sulla Pietra di Glavendrup e sulla Pietra runica di Saleby.

## Traslitterazione in caratteri latini
- A :raknhiltr ' sustiR ' ulfs ' sati ' stain ¶ þnnsi ' auk ' karþi ' hauk ' þonsi auft ¶ auk skaiþ ' þaisi ¶ kunulf ' uar sin ' klomulan man ¶ (s)un ' nairbis ' faiR ' uarþa ' nu futiR ' þoi batri
- B :sa uarþi ' at (') rita ' is ailti stain þonsi
- C :iþa hiþan traki

## Trascrizione in norreno
- A :Ragnhildr, systiR Ulfs, satti sten þænsi ok gærþi høg þænsi æft, ok skeþ þæssi, Gunulf, wær sin, glamulan man, sun Nærfis. FaiR wærþa nu føddiR þem bætri.
- B :Sa wærþi at ræta(?) æs ælti(?) sten þænsi
- C :æþa hæþan dragi.

## Traduzione in Italiano
- A :Ragnhildr, sorella di Ulfr, eresse questa pietra e costruì questo tumulo e questa nave (sepolcro a forma di nave rovesciata, in pietra) in memoria di suo marito Gunnulfr, uomo clamoroso, figlio di Nerfir. Pochi nasceranno migliori di lui.
- B :Uno stregone(?) è colui che danneggerà(?) questa pietra
- C :o la trascinerà lontano da qui.

## Riferimenti
- Rundata
- Sito svedese con foto e informazioni sulla pietra runica., su christerhamp.se. URL consultato il 30 ottobre 2008 (archiviato dall'url originale il 27 settembre 2007).